# Stanisław Suchecki
Stanisław Suchecki (ur. 14 listopada 1943 w Szczytnie, zm. 29 stycznia 2013 w Gdańsku) – polski puzonista jazzowy.

## Kariera muzyczna
Filar trójmiejskiej sceny jazzu tradycyjnego, wierny nowoorleańskiej tradycji. Posiadał wykształcenie muzyczne. Zanim jednak wybrał karierę zawodowego muzyka, pracował w Stoczni Gdańskiej, wynajmując mieszkanie w suterenie domu w dzielnicy Siedlce.
Od początku lat 60. do końca swojego życia, grał praktycznie we wszystkich liczących się zespołach spod znaku jazzu tradycyjnego, jakie się tutaj pojawiały, a więc: Dixieland Seven Boys (1961-62), Sigma (1966-69), Flamingo (1968), Dekathlon Dixieland Jazz Band (1970-1980), Inicjały (1971), Baltic Jazz Band (1976), Zespół Marynarki Wojennej „Flotylla”, a także w warszawskiej formacji Hot Lips i w Detko Bandzie. W lutym 1976 roku przyczynił się do powstania jazz-rockowo-jazz-funkowej formacji Baszta, a w 1980 roku założył, istniejący przez ponad dekadę, Seaside Dixieland, dla którego odkrył klarnecistę Emila Kowalskiego. W 1970 roku zdobył nagrodę w Konkursie Instrumentalistów Wybrzeża, uczestniczył też w konkursie festiwalu Złota Tarka. 
Zmarł 29 stycznia 2013 roku w wieku 70 lat. Został pochowany 1 lutego tegoż roku na Cmentarzu Srebrzysko – Nowa Kaplica w Gdańsku.

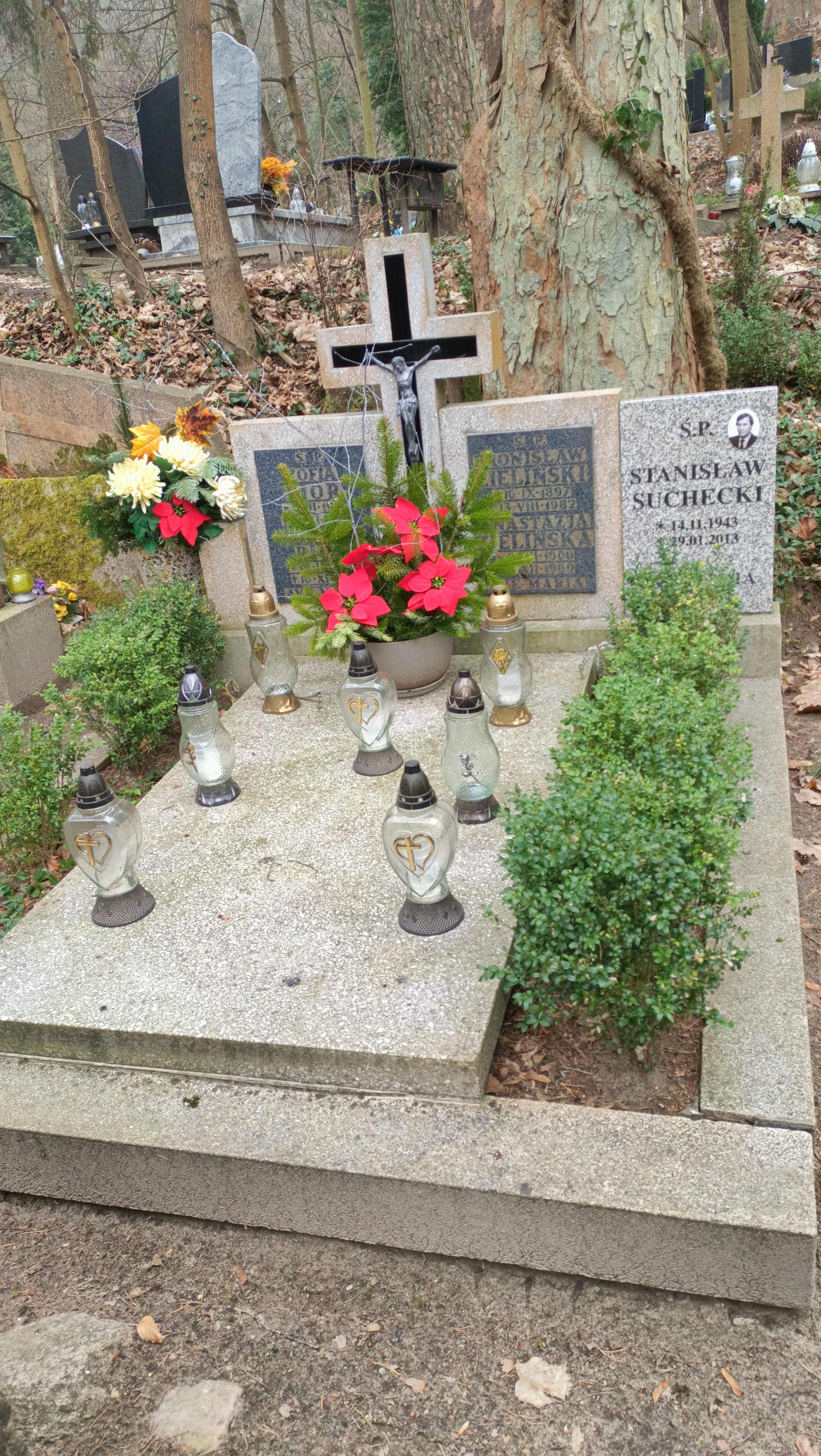
Grób Stanisława Sucheckiego na cmentarzu Srebrzysko w Gdańsku